# ساولی روتکو
ساولی روتکو (فنلاندی: Sauli Rytky; ۶ ژوئن ۱۹۱۸ – ۲۸ ژانویهٔ ۲۰۰۶) اسکی‌باز صحرانوردی اهل فنلاند بود.